# Trušljikovina
Trušljikovina (krkavina, krkavinka, krušina; lat. Frangula), biljni rod  iz porodice pasjakovki raširen većinom u Novom svijetu sa središtem u Meksiku i Srednjoj Americi, južno do tepuia u Venezueli, vrlo malo u Starom svijetu. 
Rod se često ubraja u Rhamnus, ali ih noviji autori uglavnom razdvajaju..
Na popisu su 52 vrste, od toga u Hrvatskoj dvije, krušina trušljikovina ili obična krkavina i kamenjarska trušljikovina ili F. rupestris

## Vrste
1. Frangula acuminata (Maguire & Steyerm.) A.Pool
2. Frangula alnus Mill.
3. Frangula austrosinensis Hatus.
4. Frangula azorica Grubov
5. Frangula betulifolia (Greene) Grubov
6. Frangula borneensis (Steenis) Hauenschild
7. Frangula breedlovei (L.A.Johnst. & M.C.Johnst.) A.Pool
8. Frangula californica (Eschsch.) A.Gray
9. Frangula capreifolia (Schltdl.) Grubov
10. Frangula caroliniana (Walter) A.Gray
11. Frangula chimalapensis (R.Fern.) A.Pool
12. Frangula circumscissa A.Pool
13. Frangula crenata (Siebold & Zucc.) Miq.
14. Frangula darienensis A.Pool
15. Frangula dianthes (L.Riley) Grubov
16. Frangula discolor (Donn.Sm.) Grubov
17. Frangula goudotiana (Triana & Planch.) Grubov
18. Frangula grandiflora A.Pool
19. Frangula grandifolia (Fisch. & C.A.Mey.) Grubov
20. Frangula granulosa (Ruiz & Pav.) Grubov
21. Frangula henryi (C.K.Schneid.) Grubov
22. Frangula hintonii (M.C.Johnst. & L.A.Johnst.) A.Pool
23. Frangula inconspicua A.Pool
24. Frangula lindeniana (Triana) Grubov
25. Frangula longipedicellata A.Pool
26. Frangula longipes (Merr. & Chun) Grubov
27. Frangula longistyla (C.B.Wolf) A.Pool
28. Frangula macrocarpa (Standl.) Grubov
29. Frangula marahuacensis (Steyerm. & Maguire) A.Pool
30. Frangula mcvaughii (L.A.Johnst. & M.C.Johnst.) A.Pool
31. Frangula microphylla (Schult.) Grubov
32. Frangula mucronata (Schltdl.) Grubov
33. Frangula neblinensis (Maguire & Steyerm.) A.Pool
34. Frangula obovata (Kearney & Peebles) G.L.Nesom & Sawyer
35. Frangula oreodendron (L.O.Williams) A.Pool
36. Frangula palmeri (S.Watson) Grubov
37. Frangula paruensis Aymard
38. Frangula pedunculata F.K.Mey.
39. Frangula pendula A.Pool
40. Frangula pinetorum (Standl.) Grubov
41. Frangula polymorpha Reissek
42. Frangula pringlei (Rose) Grubov
43. Frangula pubescens (Ruiz & Pav.) Grubov
44. Frangula purshiana (DC.) J.G.Cooper
45. Frangula rhododendriphylla (Y.L.Chen & P.K.Chou) H.Yu, H.G.Ye & N.H.Xia
46. Frangula rubra (Greene) Grubov
47. Frangula rupestris (Scop.) Schur
48. Frangula scopulorum (M.E.Jones) A.Pool
49. Frangula sphaerosperma (Sw.) Kartesz & Gandhi
50. Frangula surotatensis (Gentry) A.Pool
51. Frangula ulei (Pilg.) Grubov
52. Frangula wendtii (Ishiki) A.Pool
53. Frangula ×blumeri (Greene) Kartesz & Gandhi